# OpenKeychain
«OpenKeychain» — це безкоштовна мобільна програма з відкритим вихідним кодом для операційної системи Android, яка забезпечує надійне шифрування на основі даних користувача, сумісне зі стандартом OpenPGP. Це дозволяє користувачам шифрувати, розшифровувати, підписувати та перевіряти підписи для тексту, електронних листів і файлів. Додаток дозволяє користувачеві зберігати відкриті ключі інших користувачів, з якими вони взаємодіють, і шифрувати файли таким чином, щоб лише вказаний користувач міг їх розшифрувати. Таким же чином, якщо файл отримано від іншого користувача і його відкриті ключі збережено, одержувач може перевірити автентичність цього файлу та розшифрувати його, якщо необхідно. Станом на серпень 2021 року вже не розробляється.

## Підтримка пошти K-9
Разом із K-9 Mail підтримує наскрізне шифрування електронних листів через формати OpenPGP INLINE і PGP/MIME. Розробники OpenKeychain і K-9 Mail намагаються змінити спосіб розробки інтерфейсів користувача для шифрування електронної пошти. Вони пропонують видалити можливість створювати лише зашифровані електронні листи та приховати можливість створювати тільки підписані листи. Натомість вони зосереджені на наскрізній безпеці, яка забезпечує конфіденційність і автентичність, завжди шифруючи та підписуючи електронні листи разом.

## Прийом
OpenKeychain є на офіційній домашній сторінці OpenPGP, і відомий колектив розробників Guardian Project рекомендує його замість APG для шифрування електронних листів. TechRepublic опублікував статтю про це та зробив висновок, що «OpenKeychain є одним із найпростіших інструментів шифрування, доступних для Android (який також найкраще відповідає стандартам OpenPGP)». Видавець Heise опублікував огляд у своєму журналі c't Android 2016 і обговорив механізм резервного копіювання OpenKeychain. Академічна спільнота використовує OpenKeychain для експериментальних оцінок: його використовували як приклад, коли криптографічні операції можна виконувати в середовищі довіреного виконання. Крім того, сучасні альтернативи для відбитків відкритих ключів були реалізовані іншими дослідниками. У 2016 році Федеральне відомство з інформаційної безпеки Німеччини опублікувало дослідження про OpenPGP на Android і оцінило функціональність OpenKeychain. OpenKeychain було адаптовано для роботи зі смарт-картками та NFC-кільцями та проведено дослідження зручності використання і опубліковано на Ubicomp 2017.

## Фінансування
Розробники OpenKeychain взяли участь у 3 програмах Google Summer of Code. У 2015 році один із головних розробників отримав однорічне фінансування для покращення підтримки OpenPGP у K-9 Mail, від Фонду відкритих технологій.

## Історія
OpenKeychain було створено як форк Android Privacy Guard (APG) у березні 2012 року. У період з грудня 2010 року по жовтень 2013 року не було випущено жодної нової версії APG. Таким чином, OpenKeychain було запущено з наміром продовжити розробку для покращення інтерфейсу користувача та API. Перша версія 2.0 була випущена в січні 2013 року. Через три роки без оновлень APG об'єднала виправлення безпеки з OpenKeychain і через кілька місяців створила нову версію на основі вихідного коду OpenKeychain. Однак у березні 2014 року цей процес припинився, а розробники OpenKeychain продовжували регулярно випускати нові версії. У OpenKeychain було виправлено низку вразливостей, знайдених Cure53. Вони досі не виправлені в APG після його останнього випуску в березні 2014 року. Починаючи з K-9 Mail версії 5.200, APG більше не підтримується постачальником криптографії.